# Edificio Alas
L'Edificio Alas est un gratte-ciel de bureaux de 141 mètres de hauteur construit à Buenos Aires en 1950 sous l'impulsion de Juan Peron.
L'Edificio Alas est de style modernisme précoce combinant la simplicité du style international et le raffinement des styles historiques antérieurs. Les architectes se sont aussi inspirés en partie des immeubles de New York.
Ce fut le plus haut immeuble d'Argentine et de Buenos Aires de sa construction en 1950 à 1996.